# Martina Alzini
Martina Alzini, née le 10 février 1997 à Legnano, est une coureuse cycliste professionnelle italienne. Elle est spécialiste des épreuves d'endurance sur piste et notamment de la poursuite par équipes. Championne du monde de poursuite par équipes 2022, elle a également remporté la médaille d'or de la poursuite par équipes aux Jeux européens de 2019.

## Biographie

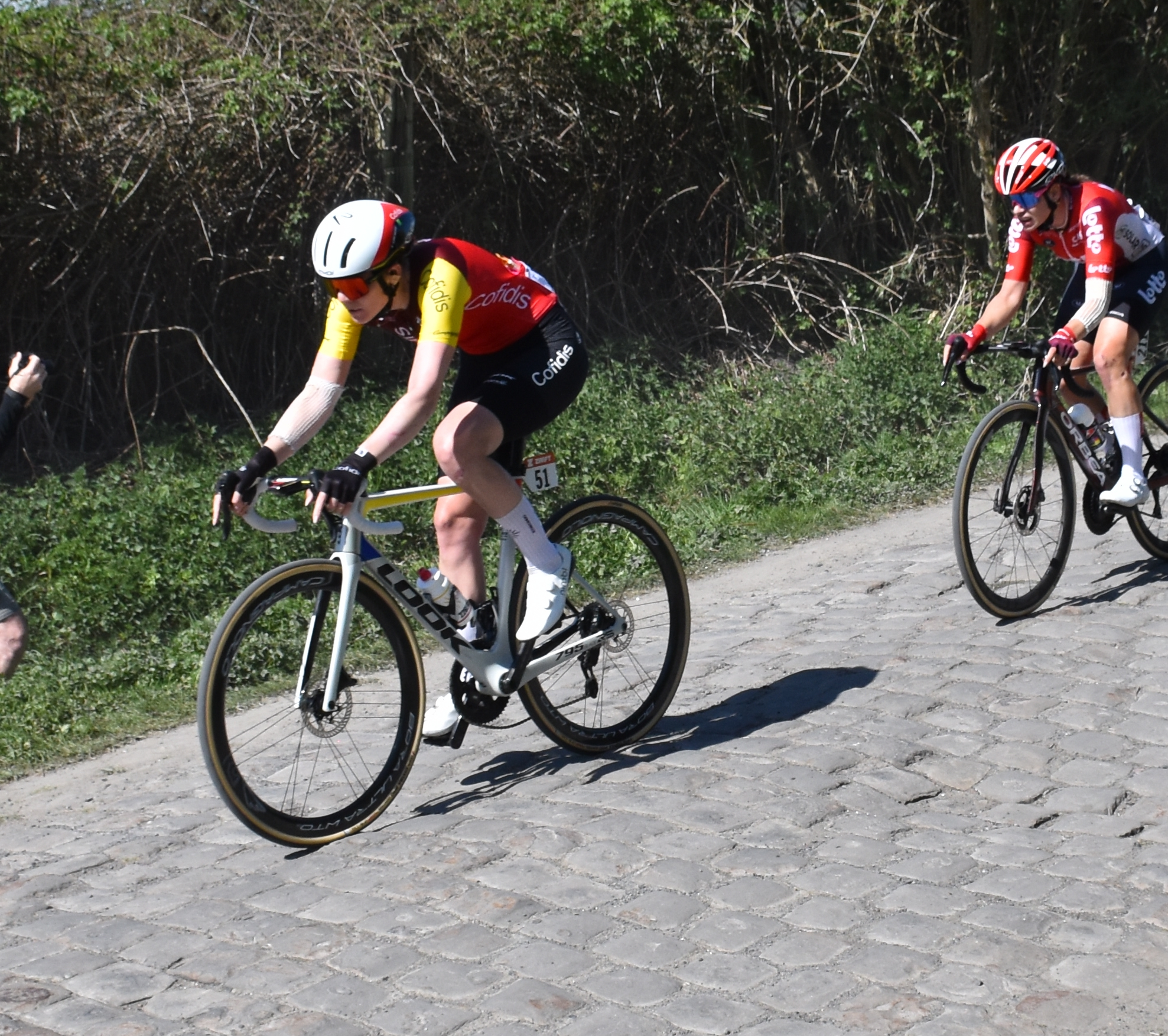
Martina Alzini #51 lors de Paris-Roubaix 2025.

Martina Alzini est issue d'une famille de cyclistes. Sa mère et son père étaient des coureurs actifs. Son père a couru dans les catégories amateurs avec Giuseppe Saronni, qui vivait également à Parabiago.
En 2013, elle remporte la médaille d'or de la course en ligne du Festival olympique de la jeunesse européenne.
En catégorie junior, elle est championne d'Italie de poursuite par équipes et d'omnium en 2014. Aux championnats du monde de sa catégorie, elle est médaillée d'argent de la poursuite par équipes et de l'omnium en 2014 et médaillée de bronze de l'omnium en 2015.
En 2016, elle est engagée par l'équipe Alé Cipollini. Passée en catégorie espoirs, elle est médaillée d'argent de la poursuite par équipes aux championnats d'Europe de 2016, puis championne d'Europe de poursuite par équipes espoirs l'année suivante, avec Elisa Balsamo, Marta Cavalli et Francesca Pattaro.
Recrutée par l'équipe Astana en 2018, elle dispute ses premiers championnats du monde sur piste en catégorie élite. Elle y prend la douzième place de la poursuite. Toujours sur piste, elle est à nouveau championne d'Europe de poursuite par équipes espoirs.
En 2019, elle rejoint l'équipe  Bigla. Avec Elisa Balsamo, Letizia Paternoster et Marta Cavalli, elle remporte la poursuite par équipes lors de la manche de Coupe du monde de Hong Kong, puis la médaille d'or lors des Jeux européens de 2019.
Elle signe l'année suivante avec Valcar-Travel Service puis elle participe aux championnats d'Europe de cyclisme sur piste à Plovdiv d'où elle repart avec la médaille d'argent sur la poursuite individuelle et la poursuite par équipes, en battant le record d'Italie sur chacune de ces compétitions.

## Vie Privée
Elle est la compagne de Benjamin Thomas, également cycliste sur piste.

## Palmarès sur piste

### Jeux olympiques
- Tokyo 2020
  - 6e de la poursuite par équipes

### Championnats du monde
| Édition / Épreuve              | Poursuite par équipes                            | Omnium | Poursuite individuelle |
| Gwangmyeong 2014 (juniors)     | Argent                                           | Argent |                        |
| Astana 2015 (juniors)          |                                                  | Bronze |                        |
| Apeldoorn 2018                 |                                                  |        | 12e                    |
| Pruszków 2019                  | 5e                                               |        |                        |
| Roubaix 2021                   | Argent                                           |        |                        |
| Saint-Quentin-en-Yvelines 2022 | Or (avec Guazzini, Consonni, Balsamo et Fidanza) |        |                        |
| Glasgow 2023                   |                                                  |        | 15e                    |
| Ballerup 2024                  | Bronze                                           |        | 9e                     |

### Coupe du monde
- 2018-2019
  - 1re de la poursuite par équipes à Hong Kong (avec Elisa Balsamo, Letizia Paternoster et Marta Cavalli)
  - 3e de la poursuite par équipes à Cambridge
- 2019-2020
  - 3e de la poursuite par équipes à Minsk

### Coupe des nations
- 2022
  - 3e de la poursuite par équipes à Glasgow
- 2024
  - 2e de la poursuite par équipes à Milton

### Championnats d'Europe
| Édition / Épreuve          | Poursuite individuelle | Poursuite par équipes                                   |
| Montichiari 2016 (espoirs) |                        | Argent (avec Maltese, Pattaro et Cretti)                |
| Anadia 2017 (espoirs)      |                        | Or (avec Balsamo, Cavalli et Pattaro)                   |
| Aigle 2018 (espoirs)       | Argent                 | Or (avec Balsamo, Cavalli, Paternoster et Guazzini)     |
| Apeldoorn 2019             |                        | Bronze (avec Balsamo, Cavalli, Paternoster et Guazzini) |
| Plovdiv 2020               | Argent                 | Argent (avec Balsamo, Consonni, Barbieri et Guazzini)   |
| Granges 2021               |                        | Argent (avec Fidanza, Paternoster, Barbieri et Zanardi) |
| Granges 2023               | 6e                     | Argent (avec Fidanza, Paternoster, Balsamo et Guazzini) |
| Heusden-Zolder 2025        |                        | Or (avec Fidanza, Consonni et Guazzini)                 |

### Jeux européens
| Édition / Épreuve | Poursuite par équipes                     |
| Minsk 2019        | Or (avec Balsamo, Cavalli et Paternoster) |

### Championnats nationaux
- 2014
  -  Championne d'Italie de poursuite par équipes juniors
  -  Championne d'Italie d'omnium juniors
- 2021
  -  Championne d'Italie du scratch
  -  Championne d'Italie derrière derny
- 2022
  -  Championne d'Italie de poursuite
  -  Championne d'Italie de poursuite par équipes (avec Rachele Barbieri, Chiara Consonni et Martina Fidanza)
  - 2e du 500 mètres
  - 2e de la vitesse par équipes
- 2023
  -  Championne d'Italie de la course aux points
  -  Championne d'Italie de vitesse par équipes (avec Sara Fiorin, Francesca Pellegrini et Martina Fidanza)
  -  Championne d'Italie de poursuite par équipes (avec Giada Capobianchi, Valentina Scandolara et Miriam Vece)
  -  Championne d'Italie de l'américaine (avec Martina Fidanza)
  - 2e du scratch
  - 3e de la poursuite individuelle
  - 3e de l'omnium

## Palmarès sur route

### Par années
- 2013
  -  Médaillée d'or de la course sur route du Festival olympique de la jeunesse européenne
- 2017
  - Memorial Diego e Stefano Trovó
- 2022
  - 4e étape du Bretagne Ladies Tour
  - 3e du Ronde de Mouscron
- 2023
  - 3e du Trofeo Oro in Euro
  - 3e du Tour de Normandie
  - 3e du Tour de Berlin
- 2024
  - 3e du Grand Prix de Fourmies
- 2025
  - Egmont Cycling Race
  - 2e du Midwest Cycling Classic

### Résultats sur les grands tours

#### Tour d'Italie
3 participations
- 2018 : non partante (6e étape)
- 2022 : 48e
- 2024 : abandon (7e étape)

#### Tour de France
3 participations
- 2022 : abandon ([[6e étape du Tour de France Femmes 2022|6e étape]])
- 2023 : abandon ([[7e étape du Tour de France Femmes 2023|7e étape]])
- 2024 : abandon ([[4e étape du Tour de France Femmes 2024|4e étape]])

#### Tour d'Espagne
1 participation :
- 2025 : 95e

### Classements mondiaux
| Année                                 | 2018 | 2019 | 2020 | 2021 | 2022 | 2023 | 2024 |
| ------------------------------------- | ---- | ---- | ---- | ---- | ---- | ---- | ---- |
| Classement UCI                        | 577e | nc   | nc   | 222e | 176e | 162e | 368e |
| UCI World Tour                        | nc   | nc   | nc   | 152e | nc   | 320e | 316e |
|                                       |      |      |      |      |      |      |      |
| Légende : nc = non classéSource : UCI |      |      |      |      |      |      |      |